# 小野敦子
小野敦子（1927年5月2日—）是日本的女演員。所屬的演藝公司是希樂星，廣島縣出身。身高150cm、體重47kg。「理由某太郎」的旁白最著名。

## 電視劇
NHK
- 風與雲與虹（1976年）- 詮子的侍女
- 黃金的日子（1978年）- 島的母親
- 山頂的群像（1982年）- 近藤新吾的母親
- 命（1986年）- 蕗
- 茂七的事件簿 新不思議草紙（2002年）
- 愛與友情的不羈伍吉（2005年）

日本電視台
- 美食偵探王（2006年）
- 探偵学園Q（2007年）- 佐佐木圓的外婆
- 性感聲音機器人（2007年）- 齊藤婆婆
- 紅鼻子老師（2009年）- 老奶奶
- 不委曲的女人（2010年）- 老奶奶
- Q10（2010年）- 老奶奶

TBS
- 這裡是本池上署（2002年）
- 怪談新耳袋（2006年）- 鈴木芳
- 手機刑警 錢形雷（2006年）- 金奶奶
- 3年B組金八先生（2007年）- 老奶奶
- BLOODY MONDAY（2008年）- 在公車站的老奶奶
- 我的野蠻女友（2008年）- 老奶奶
- 黑金丑島君（2010年）- 吉田輝子

富士電視台
- 真實的恐怖故事（2005年）- 神秘老奶奶
- 給你的笑容〜女醫生與小丑的挑戰〜（2008年）
- 空中急診英雄（2008年）- 「七草会」的老奶奶
- 甜蜜公主（2009年）- 老奶奶
- 結婚萬歲（2009年）- 老奶奶
- 零秒出手（2009年）- 老奶奶
- 任俠看護（2009年）- 松尾婆婆
- 彩虹閃耀夏之戀（2010年）- 小海的祖奶奶北村雪
- 美麗鄰人（2011年）-　老奶奶

朝日電視台
- 凝視愛與死（2006年）
- 謎（2008年） - 中村梅
- 名偵探的守則（2009年）- 三井卡特琳
- Untouchable〜事件記者・鳴海遼子〜（2009年）
- 鋼鐵女 season2（2011年）- 坂本千代

東京電視台
- 怨恨屋本舗REBOOT（2009年）- 經營「停車場」雜貨店的大嬸

## 電影
- 性愛狂想曲（1995年）- 愛旅館的大嬸
- 受監護的女人（1997年）- 大木珠男的母親
- 失控的人性（2003年）
- 彌次喜多道中奇魚（2007年）
- 郵差（2008年）
- 大盜五右衛門（2009年）- 老奶奶
- 零的焦點（2009年）
- 黃孩子（2010年）-　田村澄代

## 綜藝節目
- 理由某太郎（2008年）- 旁白
- 舞動吧！秋刀魚御殿！！

## 外部連結
- 希樂星的公開簡歷